# Yunquera
Yunquera – gmina w Hiszpanii, w prowincji Malaga, w Andaluzji, o powierzchni 55,15 km². W 2011 roku gmina liczyła 3139 mieszkańców.